# Early (Iowa)
Early es una ciudad situada en el condado de Sac, en el estado de Iowa, Estados Unidos. Según el censo de 2010 tenía una población de 557 habitantes.

## Geografía
Según la Oficina del Censo de los Estados Unidos, la localidad tiene un área total de 1,01 km², la totalidad de los cuales 1,01 km² corresponden a tierra firme.

## Demografía
Según el censo de 2010, había 557 personas residiendo en la localidad. La densidad de población era de 551,49 hab./km². Había 287 viviendas con una densidad media de 284,16 viviendas/km². El 93,18% de los habitantes eran blancos, el 1,44% afroamericanos, el 0,18% amerindios, el 0,18% asiáticos, el 0,54% isleños del Pacífico, el 3,05% de otras razas, y el 1,44% pertenecía a dos o más razas. El 4,49% de la población eran hispanos o latinos de cualquier raza.